# Le Matine
Le Matine, è una vasta pianura, un tempo paludosa e malarica, divisa fra vari comuni murgiani e stretta tra le Murge.
Bonificata durante il ventennio fascista, e costituisce la zona fertile dei territori murgiani e sono caratterizzate da estese coltivazioni di cereali e dalla presenza di numerosi insediamenti rurali.

## Clima
Il clima d'inverno è continentale, infatti spesso si sono verificate nevicate intense e gelate; inoltre si verificano notevoli allagamenti in zone paludose.

## Territorio
Comprendente il territorio dei comuni murgiani:
- Altamura
- Santeramo in Colle
- Matera
- Laterza